# Morpurgo
I Morpurgo (ebraico: מורפורגו) sono un'antica famiglia ebraica italiana.
Le più antiche notizie attorno ai Morpurgo, di stirpe askenazita, li vedono a Ratisbona, da cui poi passarono a Marburgo (l'odierna Maribor, in Slovenia), donde l'originario cognome Marpurg. Dal XV secolo risultavano a Vienna, ma sin dal 1509 la loro presenza è provata anche a Trieste e, dalla fine del Cinquecento, a Gradisca d'Isonzo. La loro discesa in Italia fu sicuramente determinata dal decreto di espulsione degli ebrei da Vienna (1560).
I Morpurgo di Gradisca diedero poi origine ad altri rami nuovamente a Trieste, e poi a Padova, Spalato, Ancona, Salonicco, Amsterdam e Livorno.
I membri del ramo triestino, grazie al privilegiato status di Hofjuden attestato sin dal 1721, seppero approfittare delle opportunità offerte dal porto franco e vi intrapresero fiorenti attività legate ai commerci, alla navigazione e al campo delle assicurazioni. Grandi vantaggi scaturirono dal matrimonio del capostipite Isacco (1764-1830) con Regina Parente, appartenente a una delle più antiche famiglie della comunità ebraica triestina; nel 1812 egli fondò quella che dal 1834 venne denominata Morpurgo & Parente, un'importante casa di commercio e banca d'affari.
Il ramo udinese risale all'Ottocento con l'arrivo di un Abram. Anche in questo caso i Morpurgo fecero grandi fortune, in campo sia finanziario che industriale, e stabilirono la loro dimora nel pregevole palazzo Valvason-Asquini. Quest'ultimo fu poi lasciato al comune di Udine dopo la morte di Enrico Morpurgo, nel 1969.
Alcune linee familiari ottennero titoli nobiliari.

## Persone
- Edgardo Morpurgo (1866 - 1948), imprenditore e dirigente d'azienda
- Elio Morpurgo (1858 - 1944), politico
- Emilio Morpurgo (1836 - 1885), accademico, rettore e politico
- Franco Morpurgo (1943 - 2006), attivista
- Giorgio Morpurgo (1892 - 1938), militare
- Giuseppe Morpurgo (1887 - 1967), insegnante e critico letterario
- Giuseppe Lazzaro Morpurgo (1759 - 1835), assicuratore
- Guido Morpurgo-Tagliabue (1907 - 1997), filosofo, docente e germanista
- Lisa Morpurgo (1923 - 1998), scrittrice e astrologa
- Luciano Morpurgo (1886 - 1971), fotografo, editore e scrittore
- Michael Morpurgo (1943 - ), scrittore e poeta britannico
- Salomone Morpurgo (1860 - 1942), filologo e bibliotecario
- Uberto de Morpurgo (1896 - 1961), tennista
- Vittorio Ballio Morpurgo (1890 - 1966), architetto